# 에어 멤피스
에어 멤피스(영어: Air Memphis)는 이집트의 전세 항공사로 카이로 국제공항이 허브 공항으로 1995년에 설립되어 주로 전세편 노선에 운항하고 있다.

## 보유 기종
- 2012년 8월 기준으로 에어 멤피스는 다음과 같은 기종을 보유하고 있으며 평균 기령은 23.7년이다.[2]